# Jasenica (Valjevo)
Jasenica (Valjevo) (em cirílico: Јасеница) é uma vila da Sérvia localizada no município de Valjevo, pertencente ao distrito de Kolubara. A sua população era de 444 habitantes segundo o censo de 2011.

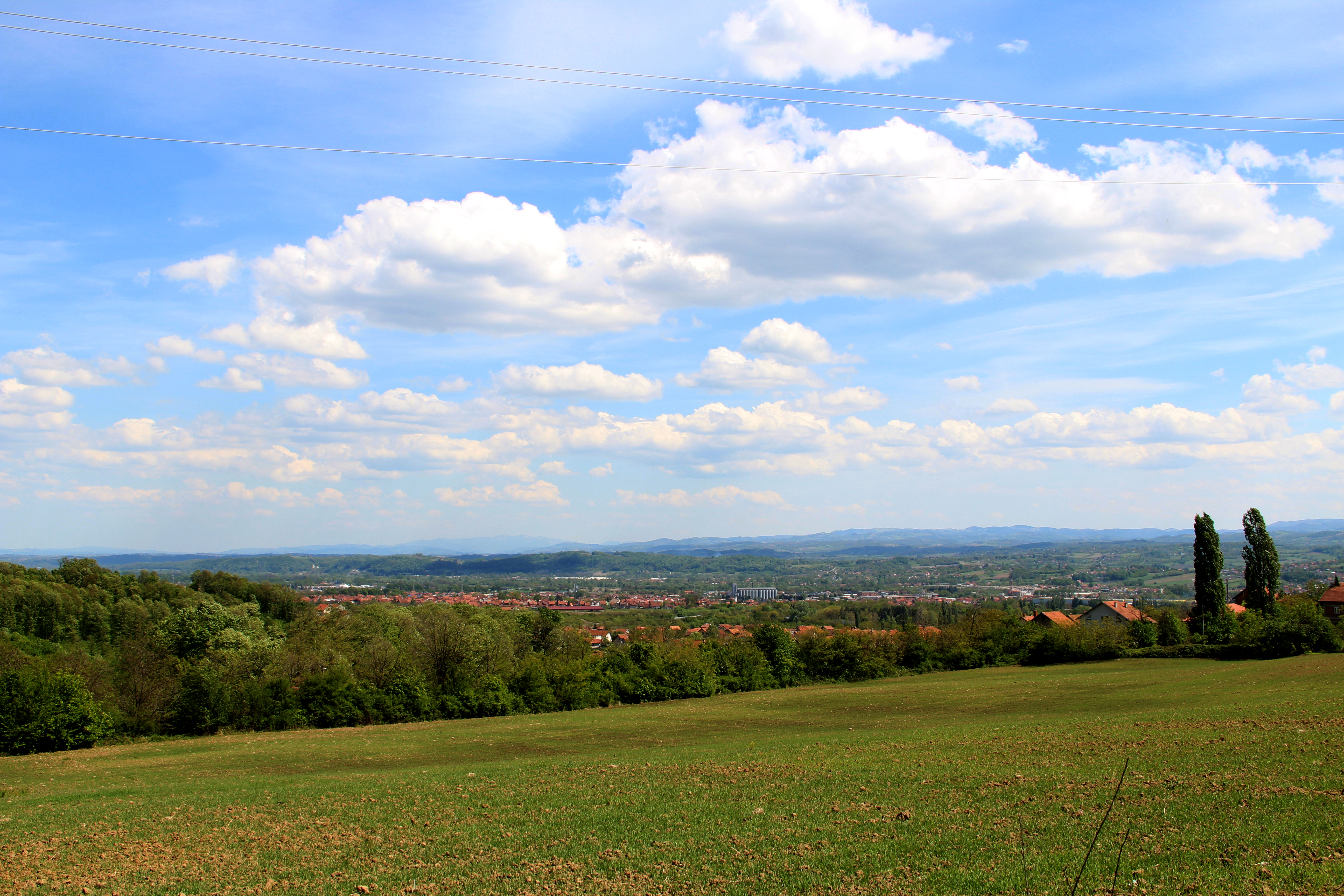
village Jasenica - panorama
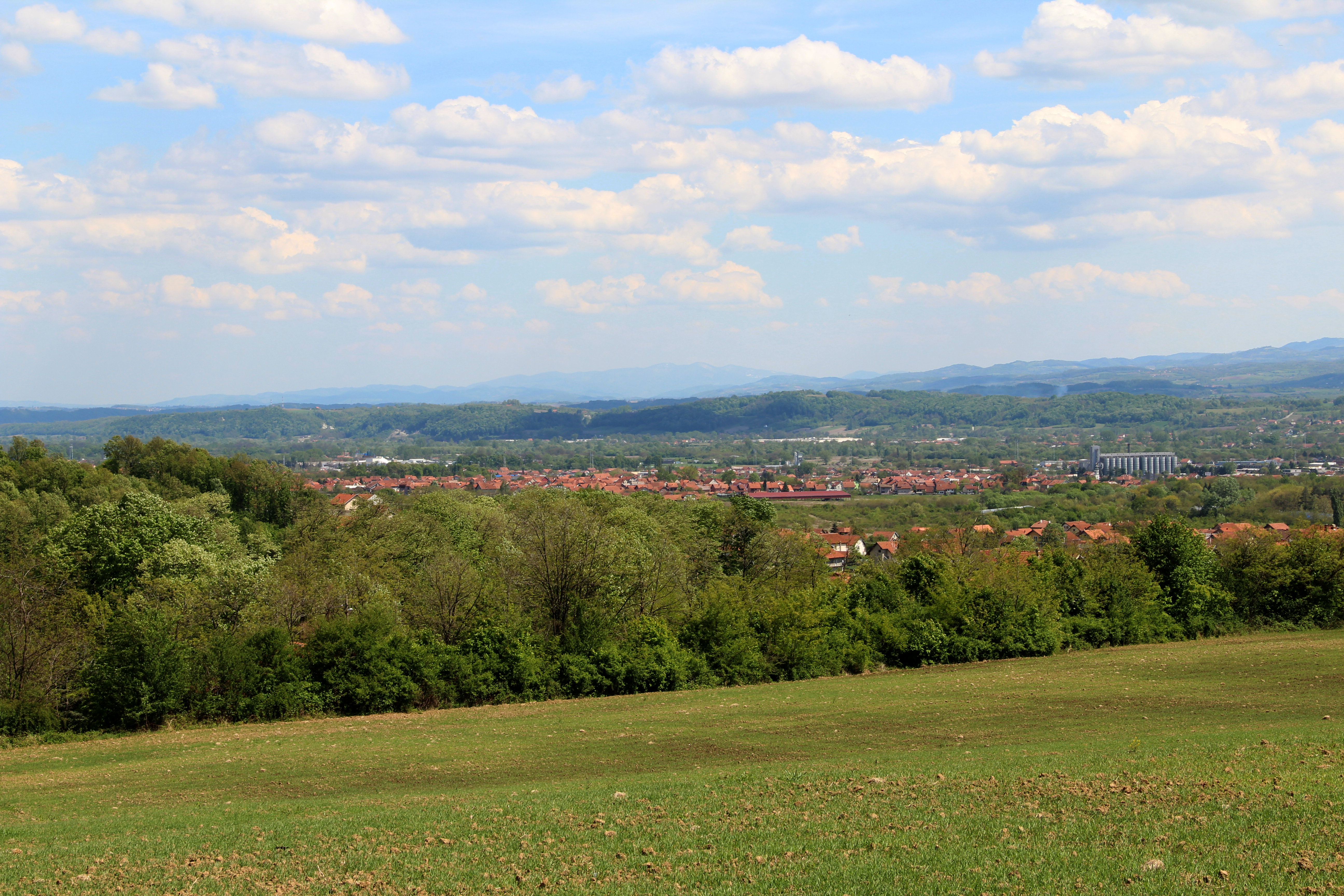
village Jasenica - panorama
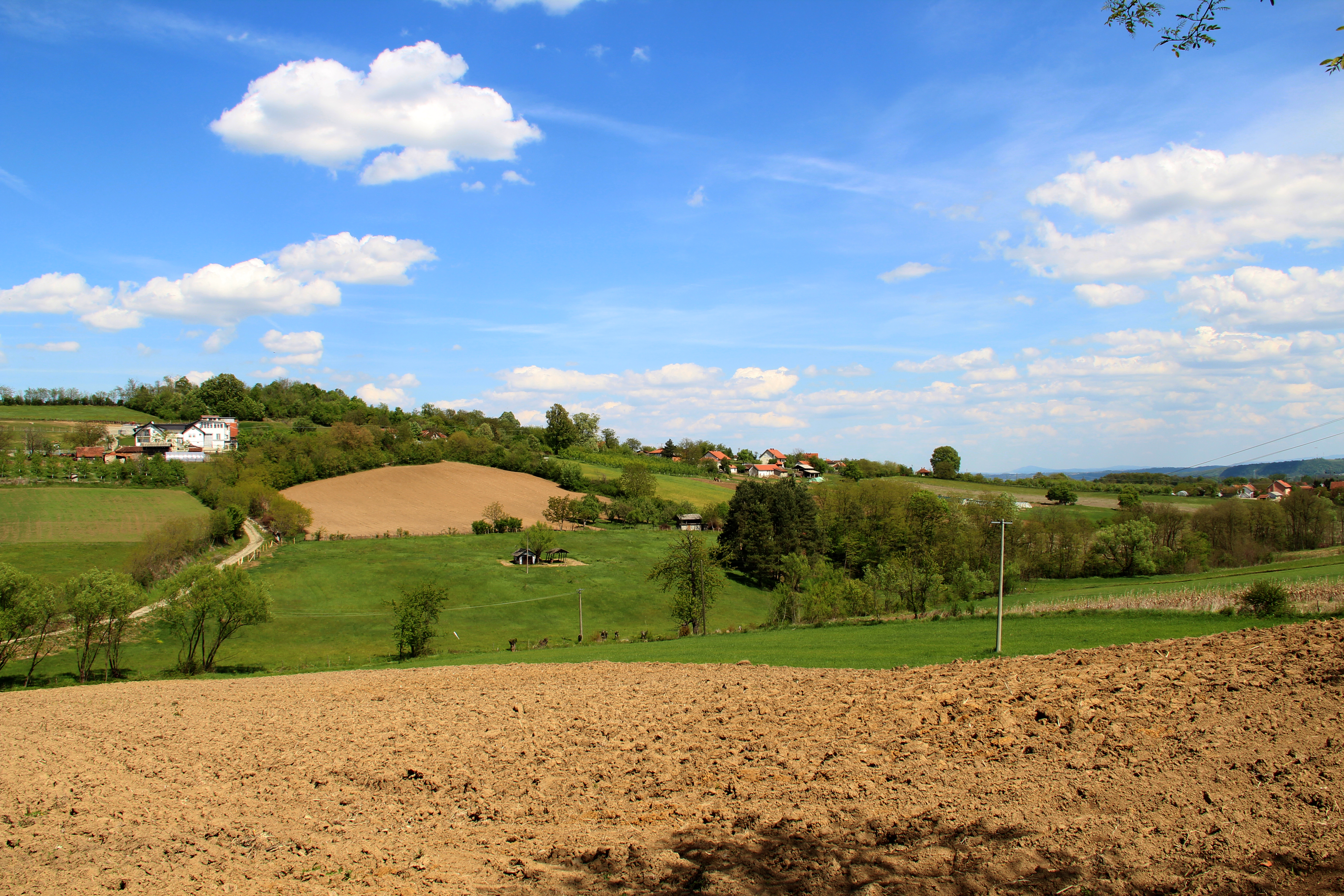
village Jasenica - panorama
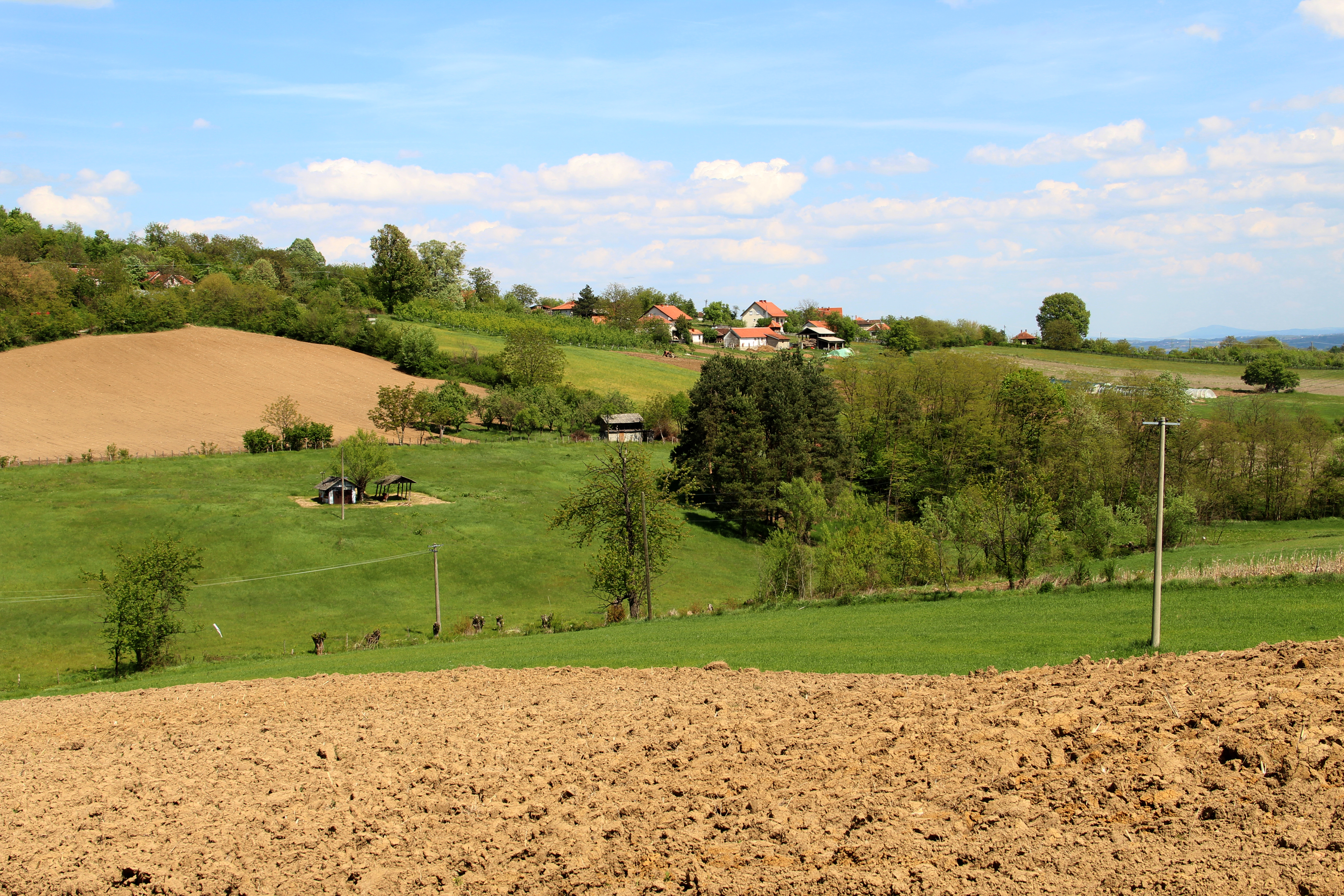
village Jasenica - panorama
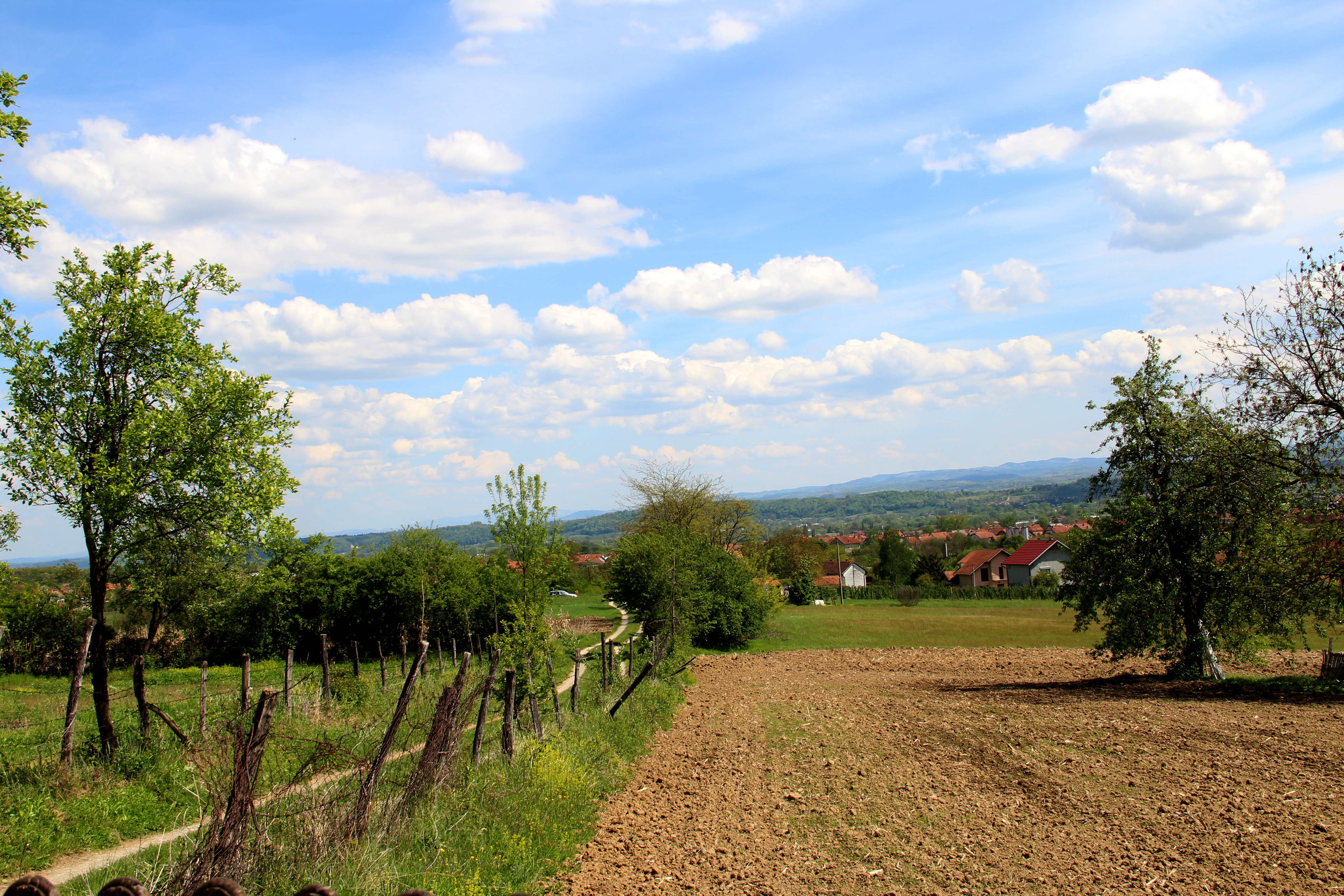
village Jasenica - panorama

## Demografia
| 1948 | 1953 | 1961 | 1971 | 1981 | 1991 | 2002 | 2011 |
| ---- | ---- | ---- | ---- | ---- | ---- | ---- | ---- |
| 468  | 470  | 411  | 382  | 366  | 407  | 427  | 444  |